# Kup Nogometnog saveza Zadarske županije 2018./19.
Kup Nogometnog saveza Zadarske županije za sezonu 2018./19. se igra u proljetnom dijelu sezone. Pobjednik natjecanja stječe pravo nastupa u pretkolu Hrvatskog kupa u sezoni 2019./20. 

Kup je osvojio "Primorac" iz Biograda na Moru.

## Sudionici
U natjecanju sudjeluju 22 kluba, prikazani prema pripadnosti ligama u sezoni 2018./19.
| 3. HNL – Jug (III.) - Primorac – Biograd na Moru | 1. ŽNL Zadarska (IV.) - Arbanasi – Zadar - Bibinje – Bibinje - Dalmatinac – Crno, Zadar - Dragovoljac – Poličnik - Hajduk – Pridraga, Novigrad - Hrvatski Vitez – Posedarje - Pakoštane – Pakoštane - Polača – Polača - Sabunjar – Privlaka - Škabrnja '91 – Škabrnja - Velebit – Benkovac - Zemunik – Zemunik Donji - Zlatna luka- Sukošan | 2. ŽNL Zadarska (V.) - Galovac – Galovac - Murvica – Murvica, Poličnik - NOŠK – Novigrad - Nova Zora – Sveti Filip i Jakov - Podgradina – Podgradina, Posedarje - Sveti Mihovil – Sutomišćica, Preko - Vrčevo – Glavica, Sukošan - Zrmanja – Obrovac |

Klub oslobođen nastupa zbog dovoljnog koeficijenta za Hrvatski nogometni kup, u kojem nastupa od šesnaestine završnice: 

2. HNL (II.)
- Zadar, Zadar

## Rezultati

### 1. kolo
Termini utakmica su bili: 17., 20., i 27. veljače 2019.

| par                                             | rez. | napomene |
| ----------------------------------------------- | ---- | -------- |
| Škabrnja '91 – Dalmatinac Crno                  | 1:0  |          |
| Polača – Hajduk Pridraga                        | 2:1  |          |
| Pakoštane – Nova Zora Sveti Filip i Jakov       | 0:2  |          |
| Primorac Biograd na Moru – Dragovoljac Poličnik | 3:0  |          |
| Velebit Benkovac – Murvica                      | 6:1  |          |
| Zlatna luka Sukošan – Hrvatski Vitez Posedarje  | 7:6  |          |

### 2. kolo
Termini utakmica su bili: 23., 24. i 27. veljače 2019.

| par                                               | rez. | napomene |
| ------------------------------------------------- | ---- | -------- |
| Zrmanja Obrovac – Zlatna luka Sukošan             | 0:1  |          |
| Vrčevo Glavica – Sveti Mihovil Sutomiščica        | 0:2  |          |
| Galovac – Primorac Biograd na Moru                | 0:3  |          |
| NOŠK Novigrad – Polača                            | 2:3  |          |
| Zemunik (Zemunik Donji) – Arbanasi Zadar          | 0:1  |          |
| Velebit Benkovac – Bibinje                        | 1:0  |          |
| Škabrnja '91 – Podgradina                         | 4:1  |          |
| Nova Zora Sveti Filip i Jakov – Sabunjar Privlaka | 4:0  |          |

### Četvrtzavršnica
Termin utakmica je bio 10. travnja 2019.
| par                                            | rez. | napomene |
| ---------------------------------------------- | ---- | -------- |
| Velebit Benkovac – Škabrnja '91                | 6:5  |          |
| Sveti Mihovil Sutomiščica – Arbanasi Zadar     | 0:3  |          |
| Nova Zora Sveti Filip i Jakov – Polača         | 1:0  |          |
| Zlatna luka Sukošan – Primorac Biograd na Moru | 2:5  |          |

### Poluzavršnica
Termin utakmica je bio 8. svibnja 2019.

| par                                              | rez.           | napomene                                           |
| ------------------------------------------------ | -------------- | -------------------------------------------------- |
| Nova Zora Sveti Filip i Jakov – Velebit Benkovac | 1:7            |                                                    |
| Arbanasi Zadar – Primorac Biograd na Moru        | 1:1 (3:5 11 m) | "Primorac" prošao boljim izvođenjem jedanaesteraca |

### Završnica
Susret završnice je prvo bio planiran za 29. svibnja 2019., ali je odgođen na 4. lipnja 2019.

| mjesto završnice | stadion | datum           | klub1            | klub2                    | rezultat |                         |
| ---------------- | ------- | --------------- | ---------------- | ------------------------ | -------- | ----------------------- |
| Zadar            | Stanovi | 4. lipnja 2019. | Velebit Benkovac | Primorac Biograd na Moru | 0:7      | "Primorac" osvajač kupa |

## Unutrašnje poveznice
- Kup Nogometnog saveza Zadarske županije
- 1. ŽNL Zadarska 2018./19.
- 2. ŽNL Zadarska 2018./19.

## Vanjske poveznice
- nszz-zadar.hr, NS Zadarske županije
- nszz-zadar.hr, KUP SENIORI 2019[neaktivna poveznica]